# 1-й истребительный авиационный полк
1-й истреби́тельный авиацио́нный полк (1-й иап) — воинская часть Военно-воздушных сил (ВВС) Вооружённых Сил РККА, принимавшая участие в боевых действиях Великой Отечественной войны.

## Наименования полка
За весь период своего существования полк несколько раз менял своё наименование:
- 1-й истребительный авиационный полк;
- 774-й истребительный авиационный полк;
- 774-й истребительный авиационный ордена Суворова полк;
- 774-й истребительный авиационный орденов Суворова и Александра Невского полк;
- 774-й истребительный авиационный Берлинский орденов Суворова и Александра Невского полк;
- Полевая почта 23321.

## Создание полка
1-й истребительный авиационный полк начал формирование в период с 11 по 29 сентября 1941 года в ВВС 51-й отдельной армии в посёлке Кача в Крыму, на самолётах И-16 и И-15 бис. Самолёты получены в Качинской ВАШП. Летно-технический состав прибыл из резервных авиаполков Северо-Кавказского военного округа.

## Переименование полка
1-й истребительный авиационный полк 16 февраля 1942 года переименован в 774-й истребительный авиационный полк.

## В действующей армии
В составе действующей армии:
- с 11 сентября 1941 года по 25 декабря 1941 года.

## Командиры полка
- майор Гуткин Лев Моисеевич[3], 09.1941 — 03.1942
- майор Жемчужин Алексей Алексеевич[3], 03.1942 — 08.1942
- майор Анащенко Иван Семёнович[3], 08.1942 — 07.1943
- майор Найденко Михаил Макарович[3], 07.1943 — 09.1944
- подполковник Макогон Афанасий Алексеевич[3], 09.1944 — 11.1945

## В составе соединений и объединений
| Период        | Фронт (округ)             | армия      | дивизия                                      | примечание                                |
| ------------- | ------------------------- | ---------- | -------------------------------------------- | ----------------------------------------- |
| 11.09.1941 г. | Ставка ВГК                | 51-я армия | ВВС 51-й армии                               | Кача, Крым, И-15 бис, И-16                |
| 22.11.1941 г. | Закавказский фронт        | 51-я армия | ВВС 51-й армии                               | И-15 бис, И-16                            |
| 25.12.1941 г. | Закавказский фронт        | 51-я армия | ВВС 51-й армии                               | убыл в тыл, 6 самолётов И-16              |
| 15.01.1942 г. | Приволжский военный округ | ВВС округа | 8-й запасной истребительный авиационный полк | Багай-Барановка Саратовской области, Як-1 |
| 16.02.1942 г. | Приволжский военный округ | ВВС округа | 8-й запасной истребительный авиационный полк | полк переименован в 774-й иап             |

## Участие в операциях и битвах
- Оборона Крыма и Севастополя — с 11 сентября 1941 года по 25 декабря 1941 года.

## Первая победа полка в воздушном бою
Первая известная воздушная победа полка в Отечественной войне одержана 16 октября 1941 года: парой И-16 (ведущий лейтенант Кочеров Г. Т.) в воздушном бою в районе н.п. Ишунь (Крым) сбит немецкий истребитель Ме-109.

## Статистика боевых действий
Всего за годы Великой Отечественной войны полком:
| Выполнено боевых вылетов (1941 — 19.08.1944) | Сбито самолётов в воздухе (1941—1945) | Уничтожено самолётов всего (1941—1945) |
| -------------------------------------------- | ------------------------------------- | -------------------------------------- |
| 435                                          | 6                                     | 7                                      |

Свои потери:
| Потеряно самолётов, всего | Погибло лётчиков всего |
| ------------------------- | ---------------------- |
| 14                        | 11                     |

## Самолёты на вооружении
| И-15 бис |  | И-16 |

| Период      | Самолёты |
| ----------- | -------- |
| 1941 — 1942 | И-15 бис |
| 1941 — 1942 | И-16     |
| 1942 — 1943 | Як-1     |